# اندرسون، ویکتوریا
اندرسون (به انگلیسی: Anderson) یک شهرک در استرالیا است که در ویکتوریا (استرالیا) واقع شده‌است.